# Poemas e Canções (álbum de Leonardo Gonçalves)
Poemas e Canções é o álbum de estreia do cantor brasileiro Leonardo Gonçalves, lançado em junho de 2002 pela gravadora Novo Tempo, sob produção musical de Williams Costa Jr.
Através deste álbum o cantor tornou-se conhecido, principalmente devido à canção "Getsêmani", o maior sucesso de sua carreira. As sessões de gravação e produção do álbum foram altamente complexas e demoradas. Segundo o artista, algumas músicas demoraram dias para serem mixadas.
O disco foi aclamado pela crítica: Foi eleito o 18º melhor disco da década de 2000, de acordo com lista publicada pelo Super Gospel. Em 2015, foi considerado, por vários historiadores, músicos e jornalistas, como o 76º maior álbum da música cristã brasileira, em uma publicação do mesmo portal.
Em 5 de julho de 2018, o disco foi remasterizado e relançado digitalmente pela gravadora Sony Music Brasil.
| Críticas profissionais | Críticas profissionais |
| Avaliações da crítica  | Avaliações da crítica  |
| Fonte                  | Avaliação              |
| ---------------------- | ---------------------- |
| Super Gospel           | (favorável)            |

## Faixas
1. "Somente seu Senhor"
2. "Coração"
3. "Getsêmani"
4. "O Amor vai compreender"
5. "O amor de Deus"
6. "Presente de Deus"
7. "Poemas e canções"
8. "Não preciso mais temer"
9. "Pedras"
10. "Muro"
11. "Volta"